# 스케어드 투 데스
스케어드 투 데스(Scared To Death)는 미국에서 제작된 크리스티 카반 감독의 1947년 미스터리, 스릴러 영화이다. 벨라 루고시 등이 주연으로 출연하였고 윌리엄 B. 데이빗 등이 제작에 참여하였다.

## 출연

### 주연
- 벨라 루고시
- 조지 주코

### 조연
- 냇 펜들튼
- 몰리 라몬트
- 조이스 콤프턴
- 글레이디스 블레이크
- 롤랑 바노
- 더글러스 포리
- 스탠리 앤드류스
- 안젤로 로시토
- 리 베넷
- 스탠리 프라이스
- 도로시 크리스티